# زلاتنکا
زلاتنکا (به چکی: Zlátenka) یک منطقهٔ مسکونی در جمهوری چک است که در شهرستان پلهرژیموف واقع شده‌است. زلاتنکا ۲٫۳۷ کیلومتر مربع مساحت و ۴۴ نفر جمعیت دارد و ۶۰۲ متر بالاتر از سطح دریا واقع شده‌است.